# Nationaal park Gonarezhou

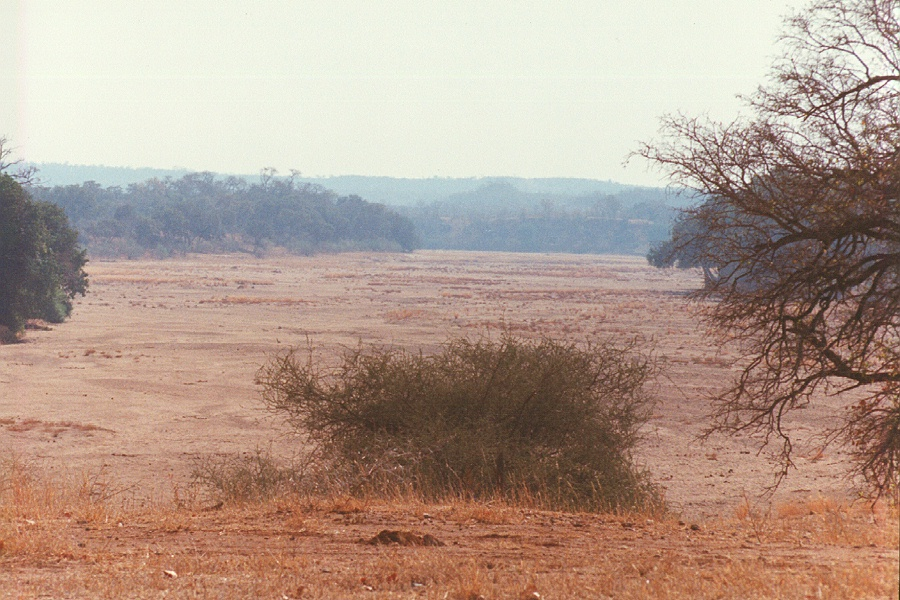
Nationaal Park Gonarezhou

Nationaal Park Gonarezhou is een wildpark in het zuidoosten van Zimbabwe. Gonarezhou betekent in het Shona "plek van de olifanten".
Het park is gelegen in een afgelegen hoek van de Masvingoprovincie naast de grens met Mozambique. Het is laagbegroeid met zandsteengebergten. Gonarezhou is het op 1 na grootste park van Zimbabwe, na het Hwange Nationaal Park.

## Geschiedenis
Het park is gesticht in 1975 door voormalige jachtgebieden te herenigen. Het park was gesloten voor het publiek gedurende de oorlog in het toenmalige Rhodesië, maar is heropend in 1994.